# Theodore Ryland Sizer
Theodore Ryland Sizer (New Haven, 23 de junho de 1932 - 21 de outubro de 2009) foi um pedagogo e pedagogista norte-americano, e um líder na reforma educacional.

## Vida e obra

### Biografia
Sizer nasceu em New Haven, Connecticut para Theodore Sizer (1892-1967), um professor de história da arte na Universidade de Yale. Após concluir o bacharelato em inglês da Universidade de Yale em 1953, Sizer posteriormente serviu como Oficial do Exército de artilharia na marinha, uma experiência que determinou o curso da sua vida profissional.
Após ter ensinado em escolas secundárias em Massachusetts e Melbourne, Austrália, Sr. Sizer concluiu duas licenciaturas em Harvard, um mestrado em artes no ensino em 1957 e um doutoramento em educação e história americana em 1961. Ele foi um membro do corpo docente e, posteriormente, reitor da Escola de Educação de Harvard antes de se tornar reitor em 1964, cargo que ocupou até a creve estudantil da escola em 1969.
Professor Sizer foi mais tarde o diretor da Philips Academy, da escola preparatória de Andover, Massachusetts, e presidente do departamento de educação da Brown University. Ele regressou a Harvard como professor convidado em 1997.

### Principais trabalhos
Sizer foi mais conhecido como o pai do movimento Essential Schools, que fundou em 1984. Defendia o princípio que a escola é uma comunidade igualitária e que o aluno é um valioso trabalhador nessa comunidade, com o professor no papel de mentor ou treinador.
O movimento Essential Schools nasceu do livro de Sizer "Horace’s Compromise: The Dilemma of the American High School", lançado em 1984.
Desta feita Sizer sugere um currículo com quatro áreas básicas de estudo, que devem ser ministradas com mais tempo, o que significa que talvez se tivesse que abandonar as aulas de 50 minutos e passar a ter aulas com mais tempo de aprendizagem e instrução. As quatro áreas de instrução, que devem estar inseridas em departamentos alargados, são investigação e expressão, matemática e ciências, literatura e artes, e filosofia e história. Expressão deve ser entendida como comunicação escrita, que é básica e incluiu comunicação visual através do gesto, matiz física, e tónica. Expressão também engloba a literatura e as artes, que são suficientemente diferentes para formarem uma discreta área de estudo. Sizer acha que não faz sentido ensina literatura e as outras artes separadamente, uma vez que expressão estética e aprender com as outras tentativas de encontrar significados são tudo a mesma coisa.
O carácter e os componentes de um excelente currículo de educação artística devem ser adaptados a todos os estudantes até ao Ensino Superior. Uma vez mais as artes são uma disciplina básica que tem objectivos distintos que resultam na realização de concomitantes competências académicas gerais (como a oralidade e a escuta, leitura, estudo, raciocínio, e observação). O ensino das artes como uma disciplina distinta transmitem três tipos de conhecimento ou habilidade não só de como se faz ou pratica obras de arte, mas também somo se analisa, interpreta, avalia, e as compreende culturalmente e esteticamente.
Finalmente importa intensificar o valor de uma intensiva, mas cuidada instrução nas artes, compreendo que mais do que uma mera exposição as artes é importante que assegurar uma compreensão duradoura e prazerosa nas artes. Compreende-se que o estudo das artes ajuda as pessoas a transcender a sua imediata cultura e ultrapassar a cegueira inerente ao etnocentrismo. É do senso comum que evidentemente se percebe que o uso das artes para promover os objectivos dos estudos históricos e culturais não substituiu o cultivo deliberado das habilidades estéticas.
Sua esposa, Nancy Faust Sizer, com quem se casou em 1955, também foi uma educadora, e eles tiveram quatro filhos. Morreu em 21 de outubro de 2009 aos 77 anos de idade em sua casa em Harvard, Massachusetts, devido a câncer colorretal.

## Obras
- Secondary Schools at the Turn of the Century (1964)
- Places for Learning, Places for Joy (1973)
- Horace's Compromise: The Dilemma of the American High School (1984)
- Horace's School: Redesigning the American High School (1992)
- Horace's Hope: What Works for the American High School (1997)
- The Students Are Watching: Schools and the Moral Contract (1999, co-authored with Nancy Sizer)
- Keeping School: Letters to Families from Principals of Two Small Schools (2003, co-autor com Deborah Meier e Nancy Sizer)
- The Red Pencil: Convictions From Experience in Education (2004)